# Richmond Palmer

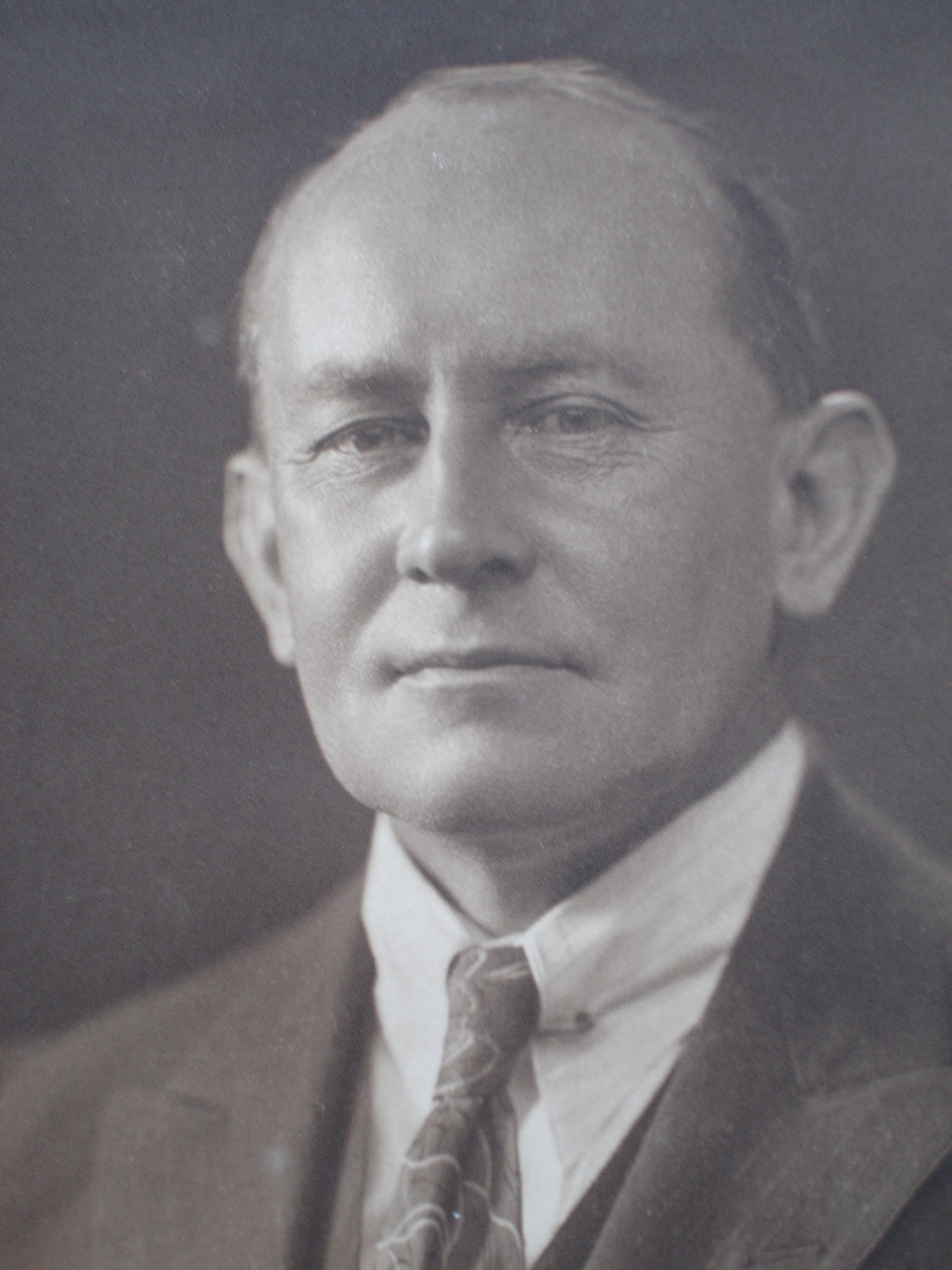
Sir Richmond Palmer

Sir Herbert Richmond Palmer KCMG, CBE (* 25. April 1877 in Lancaster; † 22. Mai 1958) war ein englischer Rechtsanwalt, der während der Zeit zwischen den Weltkriegen Kolonialaufseher für Großbritannien wurde, Vizegouverneur in Nigeria, Gouverneur und Oberbefehlshaber von Gambia und Gouverneur und Oberbefehlshaber von Zypern.

## Früheres Leben
Palmer wurde 1877 in Lancaster als Sohn von Robert Palmer, einem Geistlichen aus dem Bank House, und Mary Chippendall geboren, die am 11. Mai 1867 in Lancaster Priory heirateten. Mary war die Urenkelin von John Higgin, der von 1783 bis 1833 Gouverneur von Lancaster Castle war. Palmer wurde an der Oundle School in Northamptonshire ausgebildet. Er ging 1896 als Gelehrter in die Trinity Hall in Cambridge und erhielt 1899 seinen Bachelor of Arts und ein Jahr später seinen Bachelor of Laws.
Während seiner Zeit in Cambridge spielte er Club-Rugby für die Cambridge University und wurde 1899 im Rugby-Varsity-Match gegen Oxford mit einem Blue ausgezeichnet, der drei Viertel des Flügels spielte. 1899 wurde er Mitglied von William Percy Carpmaels Einladungstournee-Team Barbarians.
Er arbeitete 1903 als Heizer auf seiner Überfahrt nach San Francisco, um Möglichkeiten im Goldbergbau in Kalifornien zu erkunden. Am 15. Juni 1904 wurde er in die Anwaltskammer berufen und in den Middle Temple aufgenommen. 1910 wurde ihm der Master of Arts verliehen.

## Kolonialdienst

### Nigeria
Palmer verbrachte den größten Teil seines langen offiziellen Dienstes in Nigeria. Sein erster Posten war unter Frederik Lugard, Hochkommissar des Protektorat Nordnigeria, eine Position, die Lugard bis 1906 innehatte.
Palmer wurde 1904 zum „Assistant Resident“ in den Provinzen Nigerias ernannt. Eine seiner frühen Taten war es, auf die Abschaffung der Sklaverei hinzuarbeiten, die noch in den nördlichen Provinzen zu finden war.
Die Ernennung von Palmer zum Residenten im Jahr 1905 war ein Wendepunkt in der Geschichte der britischen Herrschaft in Katsina. Als er sein Amt antrat, war die erste Aufgabe, die Palmer erledigte, die Reorganisation der Bezirke, in der neunzehn neue Bezirke geschaffen wurden. Jeder von ihnen wurde der Gerichtsbarkeit eines dem Emir verantwortlichen Bezirksvorstehers unterstellt. Die neu geschaffenen Bezirke wurden weiter in Unterbezirke unterteilt, um eine ordnungsgemäße Verwaltung des Emirats von der Basis aus zu ermöglichen. Palmer setzte Muhammadu Dikko 1906 als Emir von Katsina ein, hauptsächlich aufgrund seiner Zusammenarbeit mit der britischen Regierung. Dies war ein frühes Beispiel dafür, dass Palmer die Lugard-Doktrin der indirekten Herrschaft übernahm.
Er war einer der prominentesten der Gruppe politischer Offiziere, die in den Gründungsjahren um 1910 die Geschicke der nördlichen nigerianischen Emirate und anderer politischer Einheiten bewachten und leiteten. Bis 1911 war Palmer „Commissioner of Native Revenue“ im Norden Nigerias. Ihre Planung wurde von Lugard bei seiner Rückkehr akzeptiert und bestätigt.
1912 kehrte Lugard als Gouverneur der nördlichen und südlichen Protektorate von Hongkong nach Nigeria zurück. Lugards Hauptaufgabe bestand darin, den Zusammenschluss zu einer Kolonie zu vollenden. Obwohl die Fusion in Lagos umstritten war, wo sie von einem großen Teil der politischen Klasse und den Medien abgelehnt wurde. Von 1914 bis 1919 war Lugard Generalgouverneur der nun vereinigten Kolonie Nigeria.
Palmer fungierte zwischen 1915 und 1916 als Einwohner der Provinz Kano und wurde 1917 zum Einwohner der Provinz Bornu befördert. Er pflegte die Beziehungen, die Lugard mit dem Kalifat von Sokoto und dem Sultan von Sokoto aufgebaut hatte, und wirkte als Lugard durch traditionelle nigerianische Herrscher. Palmer war ein entschiedener Verfechter der Prinzipien der indirekten Herrschaft und der dezentralen Kolonialverwaltung, die von Lugard und seinen Nachfolgern in der Regierung von Nordnigeria entwickelt worden waren. Es erhöhte das Ansehen und den Einfluss der traditionellen muslimischen Emire erheblich und trug zur raschen Verbreitung des Islam während der Kolonialzeit bei. Die Position der Emire wurde von Palmer unterstützt und er widersetzte sich entschieden der Arbeit christlicher Missionare.
Aufgrund des Ersten Weltkriegs waren die Aufgaben hoher Verwaltungsbeamter in Nordnigeria zu dieser Zeit besonders beschwerlich. Bis Ende 1917 waren rund 6.600 Soldaten nach Ostafrika entsandt worden, um an den Operationen gegen Paul von Lettow-Vorbecks Streitkräfte teilzunehmen, und weitere 1.800 warteten auf den Transport. Palmer erwog sorgfältig die Auswirkungen des Krieges auf die muslimischen Provinzen und stand der französischen Verwaltung in ihrer nahe gelegenen Kolonie äußerst kritisch gegenüber.
Palmer studierte die Kultur, Sprachen und Literatur Afrikas und wurde ein hervorragender Hausa- und Arabisch-Gelehrter und eine anerkannte Autorität für die Zivilisation und Literatur von Hausa und Fulbe.
Im gesamten Protektorat Nordnigeria gab es damals Tausende von muslimischen Schulen, in denen praktisch die gesamte Zeit der Schüler damit beschäftigt war, Teile des Korans auswendig zu lernen und Teile davon zu schreiben. Palmer, der sich sehr für Bildung interessierte, war bestrebt, dieses System zu verbessern. Er richtete seinen Blick auf das Gordon Memorial College in Khartum, wo wichtige Schritte unternommen wurden, um die muslimische Bildung im Sudan zu verbessern. Er unternahm daher 1918 eine beschwerliche und abenteuerliche Reise quer durch Zentralafrika von Borno über Wadai und Darfur bis in den Sudan.
Palmer fungierte ab 1921 als Vizegouverneur von Nordnigeria und wurde 1925 mit Sitz in Kaduna in die eigentliche Ernennung befördert.

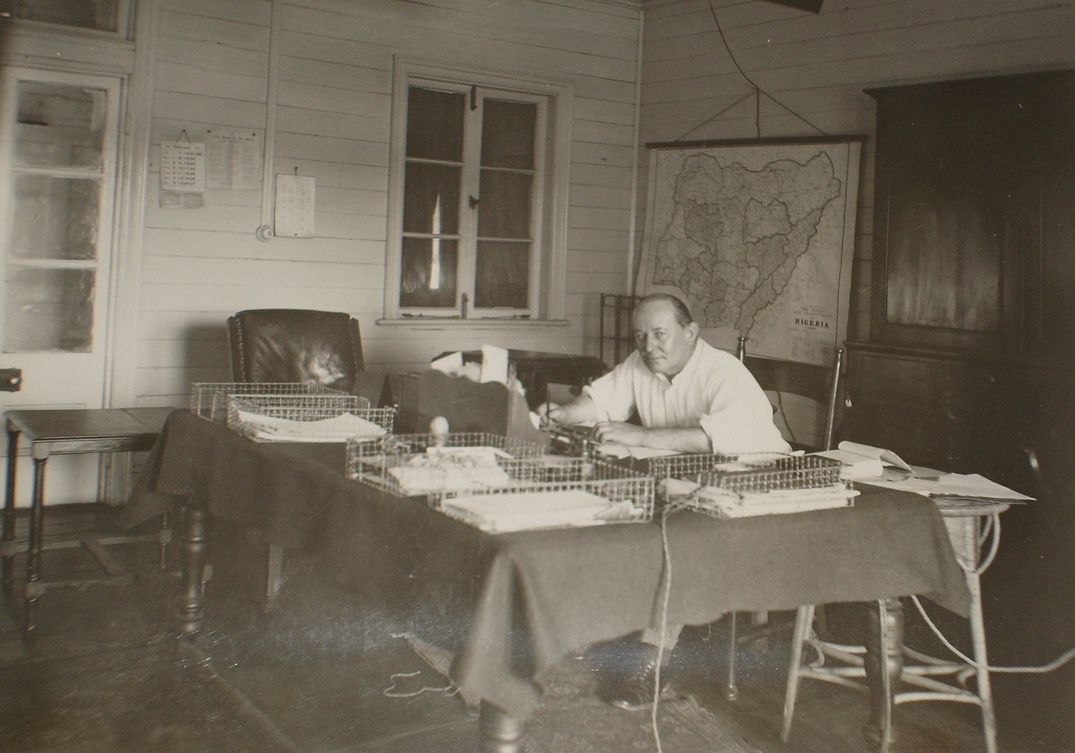
Sir Richmond Palmer Government House, Kaduna 1926

Er war ein erstklassiger Verwalter, beschrieben als „capax imperii“, der in der Lage war, das Imperium zu regieren, mit seinem Verständnis und Studium der Sprachen und wurde lokal als „Richter“ bezeichnet, da er die höchste Justizbehörde war.
Bereits 1919 waren Schritte zum Aufbau der wichtigen Baumwoll- und Erdnussindustrie unternommen und mit Versuchsarbeiten im Tabakanbau begonnen worden. Später, im Jahr 1926, wurde mit der Arbeit an einem Plan zur Nutzung des Wassers des Kaduna-Flusses zur Versorgung der Stadt begonnen. Fortschritte wurden auch beim Bau neuer europäischer Krankenhäuser in Enugu, Jos und Kano in der Provinz erzielt. Ein weiteres wichtiges Ereignis war die Reise, die Palmer im März und April von Lagos zum Tschadsee unternahm, da dies das erste Mal war, dass die gesamte Strecke mit dem Auto zurückgelegt wurde.
Während der 26 Jahre, die Palmer in verschiedenen Teilen Nordnigerias verbrachte, war ein Großteil seiner Freizeit damit beschäftigt, Daten für die Vervollständigung einer wahren Geschichte der wichtigeren Einheiten herrschender Rassen wie der Fulbe und Kanuri von Borno zu finden. Auf seiner Reise 1918 durch Afrika konnte er sich zu diesem Thema aus erster Hand informieren. Die Ergebnisse dieser Studien wurden in ein Werk mit dem Titel Sudanese Memoirs aufgenommen, dessen letzter Band 1928 veröffentlicht wurde. Dieses Werk wurde durch ein Buch mit dem Titel The Bornu Sahara and Sudan ergänzt und 1936 veröffentlicht.
Im Dezember 1929 plädierte Palmer nachdrücklich für eine Dezentralisierung der Finanzierung, um den Ermessensspielraum für die Ausgaben innerhalb der Nordprovinzen zu lassen. Er war nicht in der Lage, den Gouverneur Graeme Thomson oder den Außenminister von den Vorzügen zu überzeugen, dem Vizegouverneur ein Gesamtbudget zuzuweisen. Es kann sein, dass dieser Streit seinen Umzug nach Gambia veranlasste.
Seine Abreise aus Nigeria wurde im Februar 1930 angekündigt.

### Gambia
Im September 1930 wurde Palmer zum Gouverneur und Oberbefehlshaber von Gambia befördert. In dieser Kolonie war er mit kleineren Problemen konfrontiert als in den weiten Gebieten Nordnigerias, aber 1931 wurde er aufgefordert, sich mit einem schweren Ausbruch von Rinderpest und Lungenseuche der Rinder unter den einheimischen Rindern zu befassen. 1932 bewirkte er mehr Kontinuität in der Verwaltung des Protektorats durch die Einrichtung eines bestimmten Verwaltungshauptquartiers in jeder der vier Provinzen mit Provinzbüros, die das ganze Jahr über für Geschäfte geöffnet bleiben sollten. Eine kleine Sammlung von Artefakten aus megalithischen Kreisen in Gambia befindet sich in der British Museum Studiensammlung, die von Palmer gespendet wurde.
Am 12. April 1933 verließ er Afrika.

### Zypern
Am 8. November 1933 wurde Palmer Gouverneur und Oberbefehlshaber von Zypern. Zypern war von Großbritannien annektiert worden, als sich das Osmanische Reich, Deutschland und Österreich-Ungarn im Ersten Weltkrieg angeschlossen hatte, und war 1925 eine britische Kronkolonie geworden. 1931 hatte es schwere Unruhen griechischer Zyprioten gegeben, die Enosis, die Vereinigung mit Griechenland, forderten. Das Regierungsgebäude in Nikosia war niedergebrannt worden. Er kam auch mitten in einer zweijährigen Dürre an, die die Zyprioten an den Rand einer Hungersnot brachte, einen großen Teil ihrer Ernte und ihres Viehbestands zerstörte und ihre schwere Schuldenlast vergrößerte.
Palmer musste daher in einer schwierigen Zeit hoher Spannungen auf der Insel regieren, in der Zyprioten nach Selbstbestimmung strebten. Eine der Ursachen war in zu vielen Fällen das Versäumnis der Kolonialbeamten, Griechisch oder Türkisch, die Sprachen der Insel, zu lernen, und ihr daraus resultierender Mangel an Kontakt zu den Einwohnern. Palmer bestand auf der Kenntnis dieser Sprachen.
Seine Herrschaft auf Zypern war streng und sein Führungsstil war den Menschen auf Zypern als „palmeristische Diktatur“ oder „Palmerokratie“ (griechisch Παλμεροκρατία) bekannt.
Dort vollendete er den Plan zur Verbesserung des Hafens von Famagusta. Ein Programm für den Wiederaufbau und die Entwicklung des Hafens wurde im Mai 1931 begonnen, und alle vertraglich vereinbarten Arbeiten wurden im März 1933 abgeschlossen. Nebenarbeiten an dem Programm wurden 1935 abgeschlossen, und der neue Hafen, der zuvor keine Schiffe aufnehmen konnte mehr als 2.000 Tonnen, wurde erweitert, um Schiffe von 8.000 bis 9.000 Tonnen aufnehmen zu können.
Er ging am 4. Juli 1939 in den Ruhestand.

### Orden und Ehrenzeichen
Im Laufe seiner Karriere wurden ihm mehrere Ehrungen zuteil, er wurde 1922 er als Companion des Order of St Michael and St George (CMG) und 1924 als Commander des Order of the British Empire (CBE) ausgezeichnet. 1933 wurde er als Knight Commander des Order of St Michael and St George (KCMG) geadelt und führte fortan das Prädikat „Sir“. Außerdem wurde er am 22. Mai 1936 zum Knight of Grace des Order of St. John (KGStJ) ernannt.

## Späteres Leben
Palmer kehrte nach Langham House in Oakham in Rutland zurück. Im Juli 1940, nachdem seine Familie in die Vereinigten Staaten von Amerika evakuiert worden war, zog er nach Keswick, um als Rechtsanwalt zu praktizieren und Rechtsbeistand zu leisten. Er schrieb ausführlich über seine afrikanischen Erfahrungen im Ruhestand.

## Publikationen

### Übersetzungen
- History of the First Twelve Years of the Reign of Mai Idris Alooma of Bornu. London 1970.
- Sudanese Memoirs:  Being Mainly Translations of a Number of Arabic Manuscripts Relating to the Central and Western Sudan. London 1967.
- The Bornu, Sahara and Sudan. London 1936.

### Zeitschriftenartikel
- Notes on some Asben records. Band 9. Journal of the African Society, 1909, S. 388–400.
- An early Fulani conception of Islam. Journal of African Society XIV, 1914, S. 53–59.
- Western Sudan history : the Raudthât'ul Alfâri. Band 15. Journal of the African Society, 1915, S. 261–273.
- History of Katsina. Band 26, Nr. 103. Journal of the African Society, April 1927, S. 216–236.
- The Kano Chronicle. Band 38. Journal of the Anthropological Institute, 1909, S. 58–98.